# Cantó de Haguenau
El cantó de Haguenau (alsacià  Kanton Hàwenau) és una divisió administrativa francesa situat al departament del Baix Rin i a la regió del Gran Est. Des del 2015 té 14 municipis.

## Municipis
1. Batzendorf
2. Berstheim
3. Dauendorf
4. Haguenau
5. Hochstett
6. Huttendorf
7. Morschwiller
8. Niederschaeffolsheim
9. Ohlungen
10. Schweighouse-sur-Moder
11. Uhlwiller
12. Wahlenheim
13. Wintershouse
14. Wittersheim

## Història
| Data d'elecció | Identitat       | Partit       | Qualitat  |
| -------------- | --------------- | ------------ | --------- |
| 1988           | Jean-Paul Wirth | UDF-CDS      | Professor |
| 1994           | Jean-Paul Wirth | UDF-CDS      | Professor |
| 2001           | Jean-Paul Wirth | UMP i aliats | Professor |
| 2008           | Jean-Paul Wirth | UMP i aliats | Professor |